# ダニエル・シーマン
ダニエル・シーマン（Daniel Seaman 1961年- ）は、イスラエルの高官。

## 経歴
1961年、ドイツのアメリカ空軍基地で生まれた。1971年、両親はアメリカからイスラエルへ移民、アシュケロンに定住することとなった。
1979年、イスラエル国防軍に入隊した彼は、エリート落下傘部隊に所属し、1982年のレバノン内戦に従軍した。
1983年から1989年までニューヨークの総領事館で勤務したが、その間ニューヨーク市立大学ハンター校で学位を取得した。
その後、イツハク・シャミル、イツハク・ラビン、シモン・ペレス、ベンヤミン・ネタニヤフ、エフード・バラック、アリエル・シャロンの歴代内閣でスポークスマンなどを務めた。
また、アメリカ合衆国大統領・ビル・クリントン、イギリス首相・トニー・ブレア、カナダ首相・ジャン・クレティエン、オーストラリア首相・ジョン・ハワード、ヨルダンのフセイン国王、中国国家主席・江沢民のイスラエル訪問時のマスコミ報道責任者を務めた。2000年3月にローマ教皇・ヨハネ・パウロ2世が聖地を訪問した際にも外国メディア担当を務め、同年のIsrael Outstanding Civil Service Awardを受賞した。
外国メディア担当時に、イスラエルに批判的な記事を書いた記者を、事実上の国外追放にしたことがある。
2000年12月から2010年まで、イスラエル政府の海外メディア担当の責任者を務めた。2008年11月、リクードから国会議員選挙への出馬を表明したが、後に撤回した。
2013年8月6日、日本の広島市で行われた原爆追悼式典について、「日本による侵略行為の報いだ。独り善がりの追悼式典はうんざりだ」とフェイスブックに書き込んだことについて、日本大使館からイスラエル外務省へ抗議がなされた。イスラエル首相府は、彼の書き込みは政府の立場を代表するものではないと陳謝、シーマンは停職処分を受けた。同年8月、イスラエルの新聞社ハアレツに、シーマンはレイシストであるなどの批判記事が掲載された。同紙によると、ラマダーンの断食について、「イスラム教徒が日中、共食いするのをやめることを意味しているのか」と、イスラム教徒を侮辱する書き込みを2013年7月にフェイスブックに投稿していたという。